# 2000-е годы
2000-е (двухты́сячные) го́ды по григорианскому календарю — промежуток времени с 1 января 2000 года по 31 декабря 2009 года, включающий 2000 год 10-го десятилетия XX века 2-го тысячелетия  и с 2001 по 2009 годы    1-го десятилетия XXI века 3-го тысячелетия.  Они закончились 16 лет назад.
2000-е ознаменовались значительным экономическим подъёмом в странах Азии, в особенности в Китае и Индии. Он сопровождался ростом цен на нефть, которые достигли своего исторического максимума в июле 2008 года. Начавшийся одновременно с этим кризис в США, связанный с лавинообразным ростом невозврата кредитов, спровоцировал глобальную рецессию в 2008 году.
После беспрецедентных по масштабу терактов 11 сентября 2001 года в США американским правительством была объявлена «война против терроризма», в рамках которой начались войны в Афганистане (2001) и Ираке (2003). Продолжились конфликты на Ближнем Востоке, в Африке, Латинской Америке и на постсоветском пространстве. Завершился распад Югославии. Продолжилось расширение НАТО. В 2001 году была создана Шанхайская организация сотрудничества.
Происходило широкое внедрение цифровых технологий: развитие сети Интернет и значительный рост её роли в жизни общества, распространение мобильных телефонов, цифровых камер, появление формата Blu-ray. Продолжилось строительство МКС. В 2001 году затоплена орбитальная станция «Мир». Расширилась география «космического клуба»: в 2003 году Китай запустил в космос своего первого космонавта, в 2009 году Иран — свой первый спутник.
Как указывает в 2014 году Всемирная метеорологическая организация (ВМО), 2000-е годы стали самыми тёплыми в истории метеонаблюдений.

## Важнейшие события

### В мире

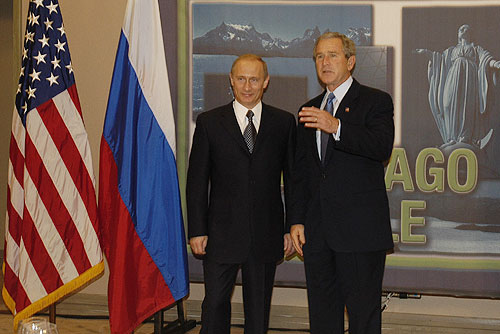
Владимир Путин и Джордж Буш-младший были президентами России и США соответственно на протяжении большей части 2000-х

- Бум Интернет компаний (1995—2001; AOL). Продажа половины золотого запаса Великобритании (1999—2002)[англ.].
- Вторая конголезская война (1998—2002). Африканский союз (2002). Конфликты в Магрибе (с 2002), Судане (1983—2005; 2003—2009), дельте Нигера (с 2004), Киву (2004—2008) и Сомали (2006—2009; c 2009; сомалийские пираты).
- Аргентинский экономический кризис (1999—2002). Попытка переворота в Венесуэле (2002).
- Гражданская война на Шри-Ланке (1983—2009). Конфликт в Вазиристане. Переворот в Таиланде (2006).
- Вторая Интифада (2000—2005; Second Intifada). Отделение Израиля от Палестины (2005). Конфликт Фатх и Хамас (2006—2007). Обстрелы территории Израиля из сектора Газа. Операция «Литой свинец» (2008).
- «Цветные революции» в Югославии (2000), Грузии (2003), Украине (2004) и в Киргизии (2005). Беспорядки и протесты в Узбекистане (2005), Белоруссии (2006), Армении (2008) и Молдавии (2009). Конфликт в Прешевской долине и в Македонии (2001).
- Шанхайская организация сотрудничества (2001). Евразийское экономическое сообщество (2001). Центрально-Азиатское сотрудничество (2002). Транстихоокеанское партнёрство (2005). Союзное государство России и Беларуси (2000).
- Джордж Буш-младший стал президентом США (2001).
- Теракты 11 сентября 2001 года в США: уничтожение «башен-близнецов» ВТЦ в Нью-Йорке тараном самолётов, аналогичная атака на Пентагон и неудачная попытка четвёртого тарана. Теракты приводят к гибели более 3 тысяч человек, введению повышенных мер безопасности в авиации и изменениям в политике США, в частности «Войне против терроризма» и вторжениям США в другие страны.
- Война в Афганистане (2001—2021): вторжение США в страну, спровоцированное подозрениями, что здесь скрывается Усама бен Ладен — лидер террористической организации «Аль-Каида» и организатор терактов 11 сентября. Вторжение приводит к свержению власти террористической организации «Талибан» и установлению проамериканского правительства.
- Вторжение коалиционных сил в Ирак (2003), вызванное ложными обвинениями, что диктатор Саддам Хусейн скрывает оружие массового поражения. В результате вторжения Хуссейн свергнут и установлено проамериканское правительство, но ещё много лет продолжается партизанская Иракская война (2003—2011).
- Помимо США и России, в других странах тоже происходят крупные теракты, совершённые радикальными исламистами: Теракты в Мадриде (2004), Лондоне (2005), Мумбаи (2008).
- Выход США из договора по ПРО (2002). Договор о СНП (2002). Ядерные испытания в КНДР (2006, 2009). Ядерная программа Ирана. Израильская бомбардировка ядерного реактора Сирии (2007).
- Шиитский мятеж в Йемене (c 2004). Революция кедров в Ливане (2005). Вторая ливанская война (2006).
- Союз южноамериканских наций (2004). Альянс АЛБА (2004). Перевороты в Гаити (2004) и Гондурасе (2009). Нарковойна в Мексике (с 2006).
- В состав Европейского союза вошли Венгрия, Кипр, Латвия, Литва, Мальта, Польша, Словакия, Словения, Чехия и Эстония (2004), Болгария и Румыния (2007). Лиссабонский договор (2007). Евро введено в наличное обращение (2002).
- В НАТО вошли Болгария, Латвия, Литва, Румыния, Словакия, Словения, Эстония (2004), Албания, Хорватия (2009).
- Газовые конфликты между Россией и Украиной (2005—2006; 2008—2009). Война в Грузии (2008).
- Карикатурный скандал (2005—2006). Скандал со смертью Александра Литвиненко (2006), Убита Анна Политковская (2006).
- Энергетический кризис 2000-х[англ.]. Ипотечный кризис в США (2007). Начало мирового финансового кризиса (2008). Мировой продовольственный кризис (2007—2008). Возвраты китайских товаров[англ.] (2007—2008). Барак Обама стал президентом (2008).
- Первый саммит Большой двадцатки (2008). I саммит БРИК (2009).

### В России
- 26 марта 2000 года — выборы Президента России. Президентом РФ избран Владимир Путин.
- 12 августа 2000 года — в Баренцевом море потерпела катастрофу атомная подводная лодка «Курск».
- 27—28 августа 2000 года — пожар на Останкинской телебашне.
- Апрель 2000 года — завершение активных боевых действий Второй чеченской войны. Россия устанавливает контроль над территорией Чечни, режим контртеррористической операции сохраняется до 2009 года.
- 4 октября 2001 года — катастрофа Ту-154 над Чёрным морем. По одной из версий, самолёт был сбит украинской ракетой в ходе совместных российско-украинских учебных стрельб. Все 66 пассажиров и 12 членов экипажа погибли.
- 23—26 октября 2002 года — террористический акт на Дубровке.
- 25 октября 2003 года — арестован Михаил Ходорковский.
- 7 декабря 2003 года — выборы в Государственную думу. По партийным спискам в Думу проходят «Единая Россия», КПРФ, ЛДПР и «Родина».
- 6 февраля 2004 года — взрыв в московском метро.
- 14 марта 2004 года — выборы Президента России. Президентом РФ на второй срок избран Владимир Путин.
- 9 мая 2004 года — убит президент Чечни Ахмат Кадыров.
- 24 августа — 3 сентября 2004 года — взрывы на самолётах, террористический акт у станции метро «Рижская», террористический акт в Беслане.
- 15—17 июля 2006 года — в Санкт-Петербурге состоялся саммит глав стран «Большой восьмёрки».
- 22 августа 2006 года — катастрофа Ту-154 под Донецком. По вине экипажа борт RA-85185, 1992 года выпуска, авиакомпании «Пулково», выполнявший рейс PLK-612 из Анапы в Санкт-Петербург, погибли 170 человек, включая членов экипажа.

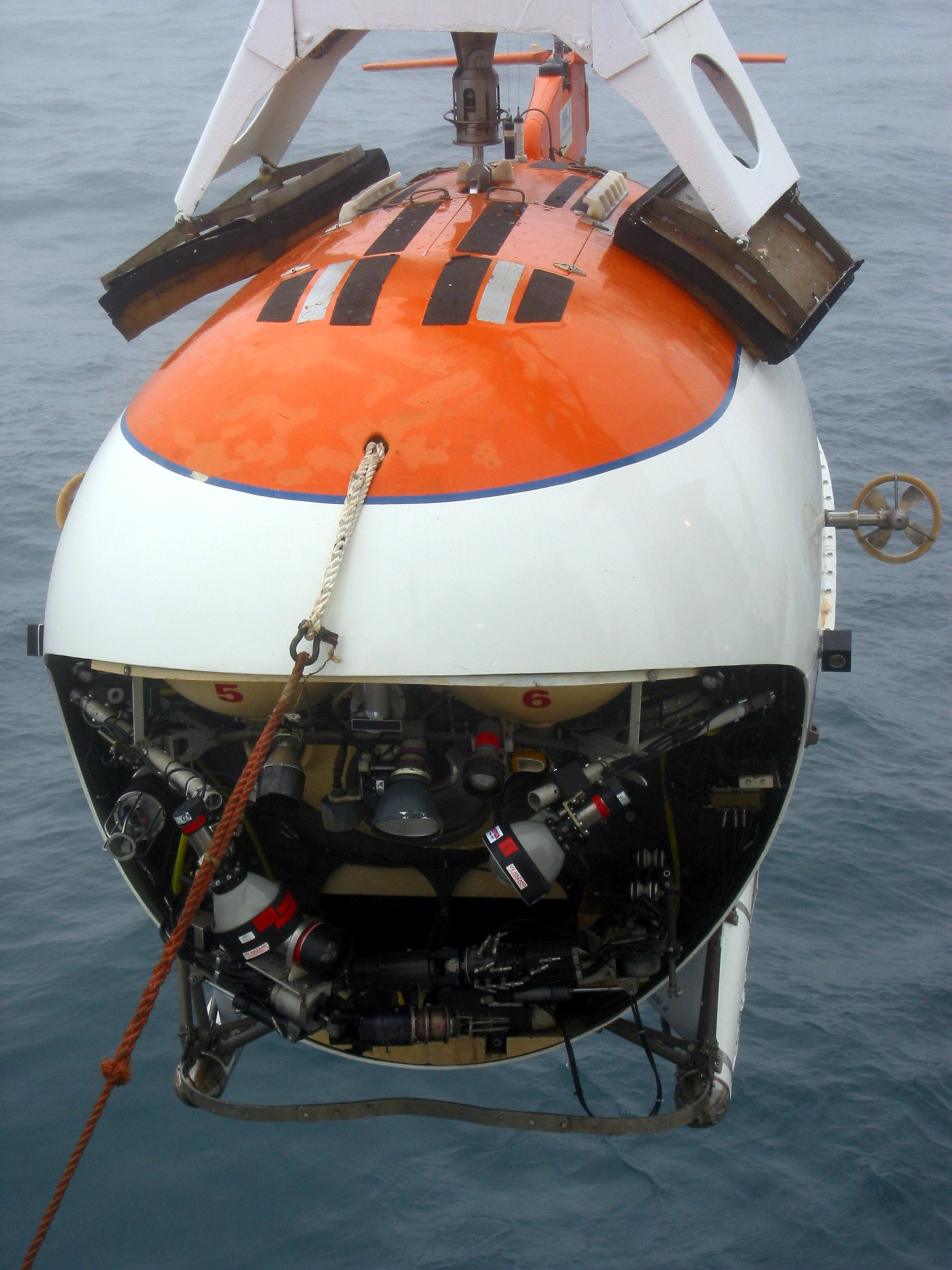
На подобных батискафах в 2007 году люди впервые спустились на дно Северного полюса

- 19 марта 2007 года — Взрыв метана на угольной шахте «Ульяновская» в Кемеровской области. 110 человек погибло.
- 23 апреля 2007 года — умер первый президент Российской Федерации Борис Ельцин.
- 29 июля — 2 августа 2007 года — российская полярная экспедиция «Арктика-2007». Впервые в истории люди достигают морского дна на северном полюсе Земли.
- 2 декабря 2007 года — выборы в Государственную думу. Партия «Единая Россия» получает 315 мест из 450.
- 2 марта 2008 года — выборы Президента России. Президентом РФ избран Дмитрий Медведев.
- 7—12 августа 2008 года — Война в Грузии между Грузией с одной стороны, Россией, Южной Осетией и Абхазией с другой. Завершается победой России и союзников. Южная Осетия и Абхазия сохраняют де-факто независимость от Грузии, 26 августа Россия де-юре признаёт их независимыми государствами.
- Финансово-экономический кризис (2008—2010).
- 14 сентября 2008 года — авиакатастрофа в Перми. 88 погибших.
- 12—16 мая 2009 года — первое проведение Евровидения в России.
- 17 августа 2009 года — Авария на Саяно-Шушенской ГЭС. Погибло 75 человек, ранено более 15.
- 5 декабря 2009 года — пожар в Перми. Погибли 156 человек.

### Катастрофы и стихийные бедствия в мире
- Катастрофа «Конкорда» (2000). Приводит к кризису в сверхзвуковой пассажирской авиации и постепенному отказу от «Конкордов» (к 2003).
- Катастрофа A320 под Мухарраком (2000)
- Террористические акты 11 сентября 2001 года
- Катастрофа A300 в Нью-Йорке (2001)
- Наводнение в Европе (2002).
- Сильная жара в Европе привела к гибели около 70 тысяч человек.
- Землетрясение в Баме (2003), около 35 тыс. погибших.
- Катастрофа шаттла «Колумбия» (2003) при посадке, гибели семи астронавтов. Приводит к прекращению программы «Спейс Шаттл».
- Катастрофа Ил-76 под Керманом (2003)
- Землетрясение в Индийском океане в 2004 году и вызванное им цунами привело к жертвам до 350 000 человек.
- Ураганы «Катрина» и «Рита» (2005).
- Землетрясение в Кашмире (2005), около 80 тысяч погибших.
- Сычуаньское землетрясение (2008), 69 тысяч погибших.
- Лесные пожары в Австралии (2009).
- Рекордно холодная зима в Европе[англ.] (2009—2010)
- Эпидемии:
  - ящура (2001)
  - атипичной пневмонии коронавируса SARS-CoV (2002—2003)
  - золотистого стафилококка (2005)
  - «птичьего гриппа» (2005)
  - «свиного гриппа» H1N1 (2009)

## Наука и техника

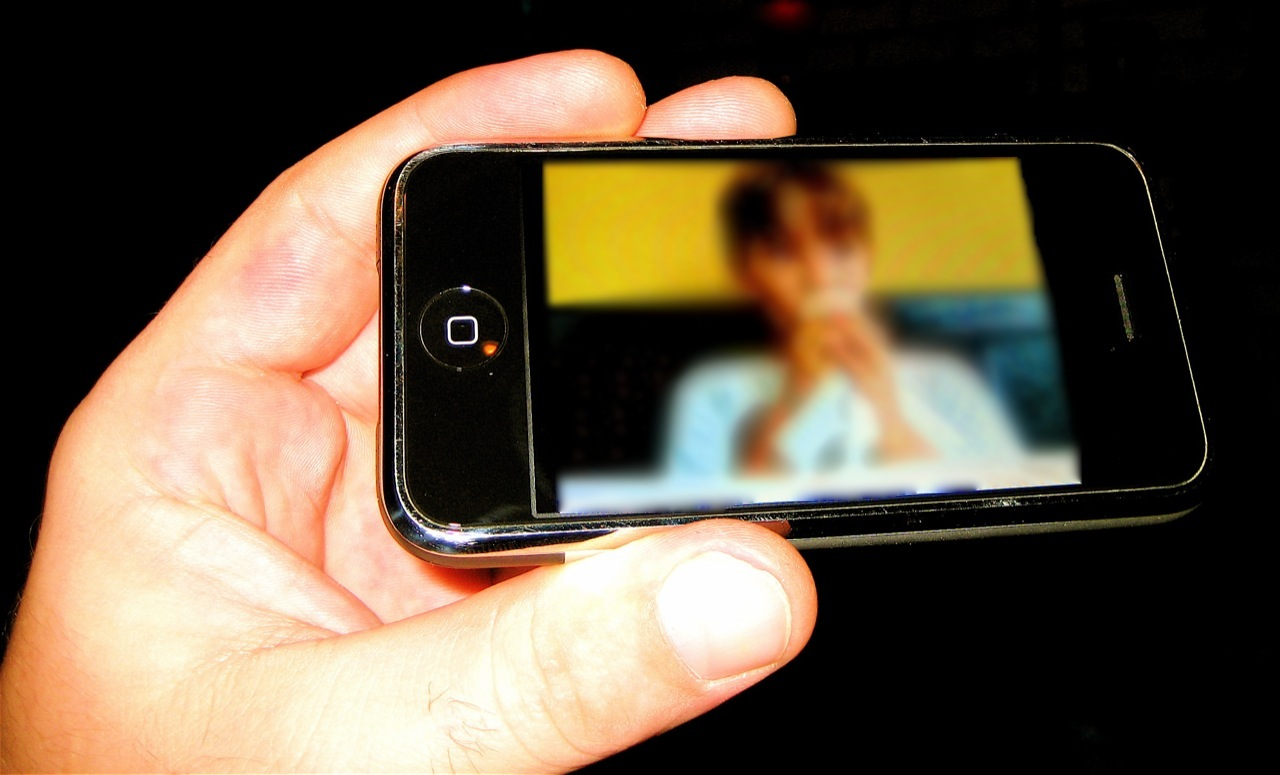
00-е — эпоха расцвета мобильных устройств, к концу 00-х появляются первые сенсорные смартфоны (на фото — первый iPhone)

- Расшифровка генома человека (2003).
- Доказательство гипотезы Пуанкаре (2002; Григорий Яковлевич Перельман).
- Шестое поколение игровых систем сменяет пятое (1998—2006), начинается также седьмое поколение (с 2005 года).
- Выходит первый iPhone (2007)
- Большой адронный коллайдер запущен (2008)[2][3].
- «Великая рукотворная река» в Ливии включена в Книгу рекордов Гиннесса (2008).

### Астротехнологии и космос
- «Марс Одиссей» вышел на орбиту Марса и приступил к работе (24 октября 2001).
- Первый американский космический турист (2001; Деннис Тито).
- Первый пилотируемый полёт космической программы Китая (2003).
- США приступили к реализации программы Mars Exploration Rover. Американские марсоходы «Спирит» и «Оппортьюнити» доставлены на Марс и приступили к работе (январь 2004).
- «Кассини-Гюйгенс» достиг окрестностей Сатурна и приступил к работе. На поверхность Титана доставлен зонд «Гюйгенс» (июль 2004).
- Космический аппарат Венера-Экспресс вышел на орбиту Венеры и приступил к работе (11 апреля 2006).
- Китай приступил к реализации программы по освоению Луны. Запуск Чанъэ-1, изучение Луны, отработка технологий перелёта и выхода на орбиту чужого небесного тела (2007).
- США приступили к реализации программы Mars Scout. На Марс доставлена автоматическая научная лаборатория Феникс (25 мая 2008).
- Чандраян-1 — первый индийский лунный зонд совершил жёсткую посадку на Луну (14 ноября 2008).

## Культура

### Интернет
- Именно в 2000-е интернет окончательно становится главной мировой площадкой для культурной деятельности, информации и общения. Появляется массовый мобильный интернет.
- Появляются социальные сети, объединяющие миллионы людей: Facebook (2004), Твиттер (2006), ВКонтакте (2006).
- 15 января 2001 года — начала работу Википедия, wiki-энциклопедия со свободно распространяемым содержимым и свободным редактированием, к середине 2000-х ставшей крупнейшей энциклопедией за всю историю человечества.
- Появился видеохостинг Youtube (2005), который к концу 2000-х стал крупнейшей площадкой для видео в интернете.
- 4 октября 2006 года — открыт сайт WikiLeaks, публикующий компромат и утечки секретных переписок властей. Его деятельность влияет на мировую политику.

### Литература

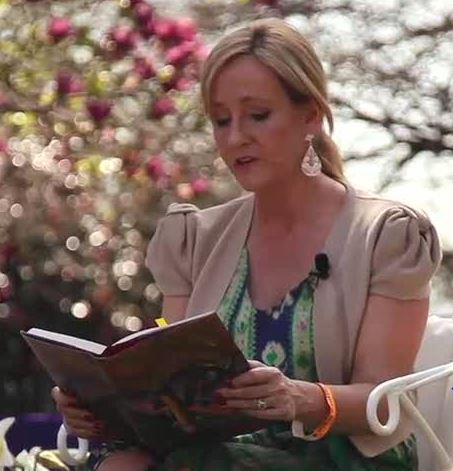
Книги Джоан Роулинг о Гарри Поттере были главными бестселлерами 2000-х

### Музыка

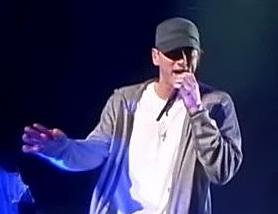
По версии Billboard, рэпер Эминем был самым влиятельным музыкантом десятилетия

- Начало 2000-х — расцвет жанров electro-house и евротранс, ню-метал (Slipknot, System of a Down), симфоник-метал (Nightwish, Epica), альтернативный рок (Linkin Park, Muse, The Killers) и пост-гранж (Foo Fighters, Nickelback, Breaking Benjamin).
- Популяризация специальной обработки вокала и голоса с помощью «автотюна», которая позже стала неотъемлемой частью звукозаписи.
- Коммерческий успех жанров поп-панк и эмо. Кратковременный расцвет, а затем спад эмо-субкультуры.
- В России продолжается «серебряная» эпоха русского рока, начавшаяся в конце 1990-х. Приобретают всероссийскую популярность группы «Король и Шут», «Сплин», «Би-2», «Земфира»,«Танцы минус», «Смысловые галлюцинации», «Ленинград», «Эпидемия», «Мельница». Начало популярности российского альтернативного рока, появляются группы «Amatory», «Origami», «Stigmata» и другие. Появление рок-фестивалей «Крылья», «Рок над Волгой», радиостанции «Радио Ultra», телеканала «A-One». В 2000-е фестиваль «Нашествие» превращается из клубного мероприятия в крупнейший фестиваль русского рока.
- Начало популярности нового музыкального жанра - постшансон. Главные звёзды - Григорий Лепс, Елена Ваенга, Стас Михайлов.
- 2001 — начало вещания всеукраинского музыкального канала «М1».
- 2002
  - стартует ежегодный песенный конкурс «Новая волна».
  - Открывается фестиваль Дискотека 80-х.
- 2003 — основание национальной премии в области популярной музыки Муз-ТВ.
- 2009 — впервые в России проходит международный конкурс песни «Евровидение».

### Кино и телевидение
2000-е годы в кино: 2000 • 2001 • 2002 • 2003 • 2004 • 2005 • 2006 • 2007 • 2008 • 2009

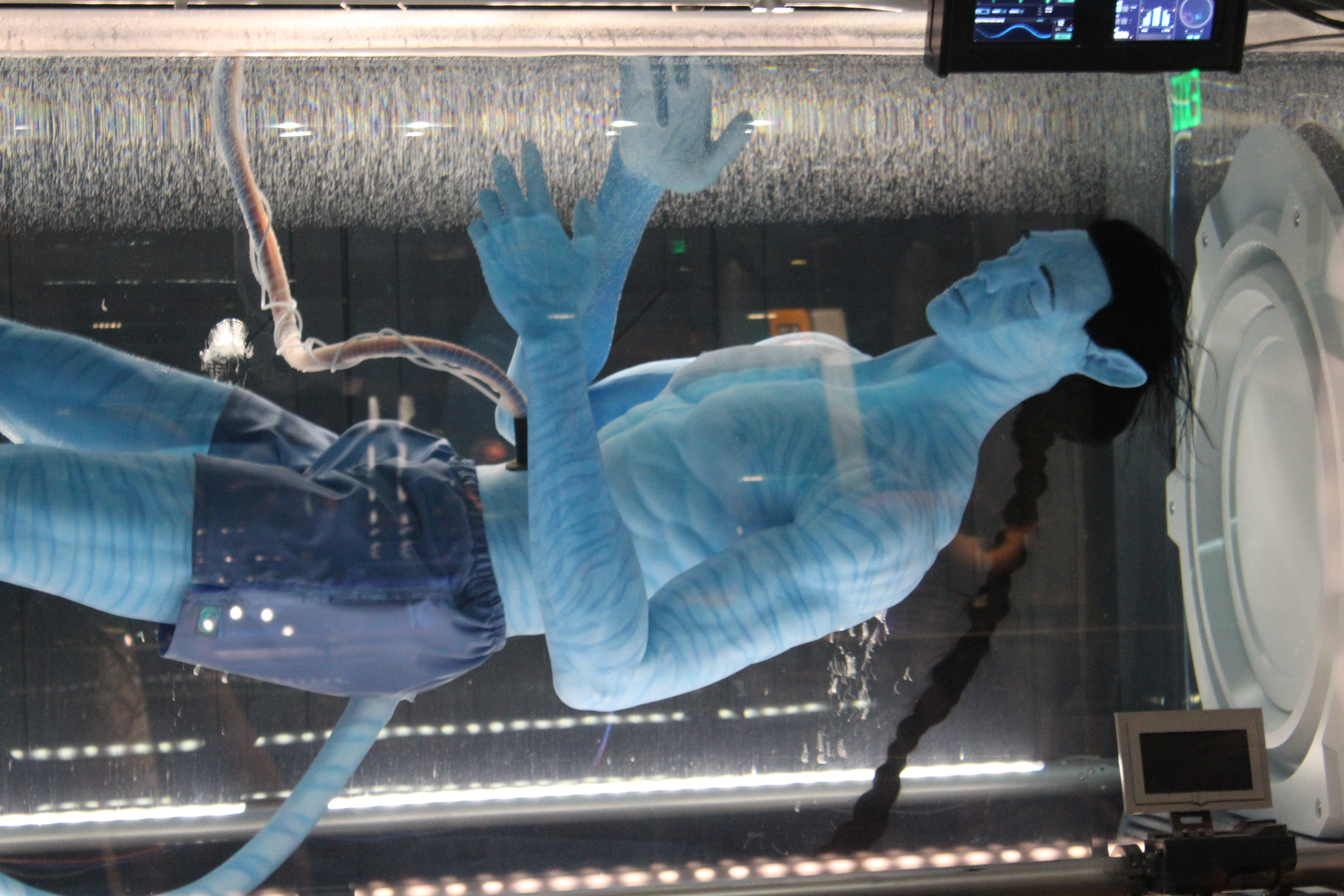
Статуя персонажа фильма «Аватар» (2009)

- Кинотрилогия «Властелин колец», серия фильмов о Гарри Поттере и мультсериал «Аватар: Легенда об Аанге» делают фэнтези одним из самых популярных жанров начала-середины 2000-х. Фильм «Властелин колец: Возвращение короля» (2003) повторил рекорд по количеству премий «Оскар»: 11. Впервые фэнтези получило награду в главной номинации — «лучший фильм». В России выходят самые кассовые фильмы, выполненные в жанре «городское фэнтези» — «Ночной дозор» (2004) и «Дневной дозор» (2006) Тимура Бекмабетова.
- Начало расцвета супергеройского кино: выходят киносерии «Люди Икс», «Человек-паук», «Хранители», «Тёмный рыцарь», в 2008 году стартует киновселенная Marvel[12].
- Фильм Джеймса Кэмерона «Аватар» (2009), снятый в 3D-формате, стал самым кассовым фильмом в истории и произвёл революцию в области спецэффектов. Благодаря «Аватару» начинается широкое распространение формата 3D[13].
- Расцвет компьютерной анимации от студий Pixar, Dreamworks, Blue Sky и ImageMovers. Студия Disney закрывает производство рисованных мультфильмов, перейдя на компьютерные[12]. В 2006 году Disney приобретает Pixar.
- Телесериалы становятся почти так же популярны, как большое кино[12]. Среди главных лидеров - «Бригада» Алексея Сидорова.
- Важнейшие режиссёры десятилетия: Питер Джексон, Кристофер Нолан, Даррен Аронофски, Квентин Тарантино, Ларс фон Триер, Альфонсо Куарон, Клинт Иствуд, Алексей Балабанов, Тимур Бекмабетов, Пётр Буслов, Тим Бёртон, Хаяо Миядзаки, Джоэл и Итан Коэны, Зак Снайдер.
- Драму «Нефть» Пола Томаса Андерсона, по подсчётам Metacritic, чаще всего называли лучшим фильмом 2000-х. Также главными фильмами десятилетия критики называли фэнтези-кинотрилогию «Властелин колец», мелодраму «Вечное сияние чистого разума», триллеры «Малхолланд Драйв» и «Старикам тут не место», фэнтези-мультфильм «Унесённые призраками»[14].
- Криминальную драму «Клан Сопрано», по подсчётам Metacritic, чаще всего называли лучшим сериалом 2000-х. Также главными сериалами десятилетия критики называли детектив «Прослушка», комедию «Замедленное развитие», драмы «Безумцы» и «Остаться в живых»[15].

### Видеоигры
- Повсеместный переход на трёхмерные игры, игры в 2D к концу десятилетия встречаются всё реже.
- Жанры RPG и Action сближаются, многие популярные игры десятилетия сочетают элементы обоих (Morrowind, Oblivion, Deus Ex, Mass Effect, Witcher)
- Огромный успех онлайн-игры World of Warcraft, вытеснившей большинство конкурентов на рынке.
- Продолжение расцвета шутеров от первого лица (серии Halo, Call of Duty, Counter-Strike), в особенности рассчитанных на командный мультиплеер, а также стелс-экшен (серии Splinter Cell, Hitman, Metal Gear Solid, Deus Ex, Assassin’s Creed). Особой популярностью пользуется серия экшен-игр Grand Theft Auto.
- Выходят игровые приставки 6-го (PlayStation 2, GameCube, Xbox) и 7-го поколения (Xbox 360, PlayStation 3, Wii). На рынке консолей появляется новый крупный игрок — Microsoft с серией приставок Xbox. «Консольный ренессанс»: приставки снова начинают всерьёз конкурировать с ПК за звание основной игровой платформы.

### Спорт

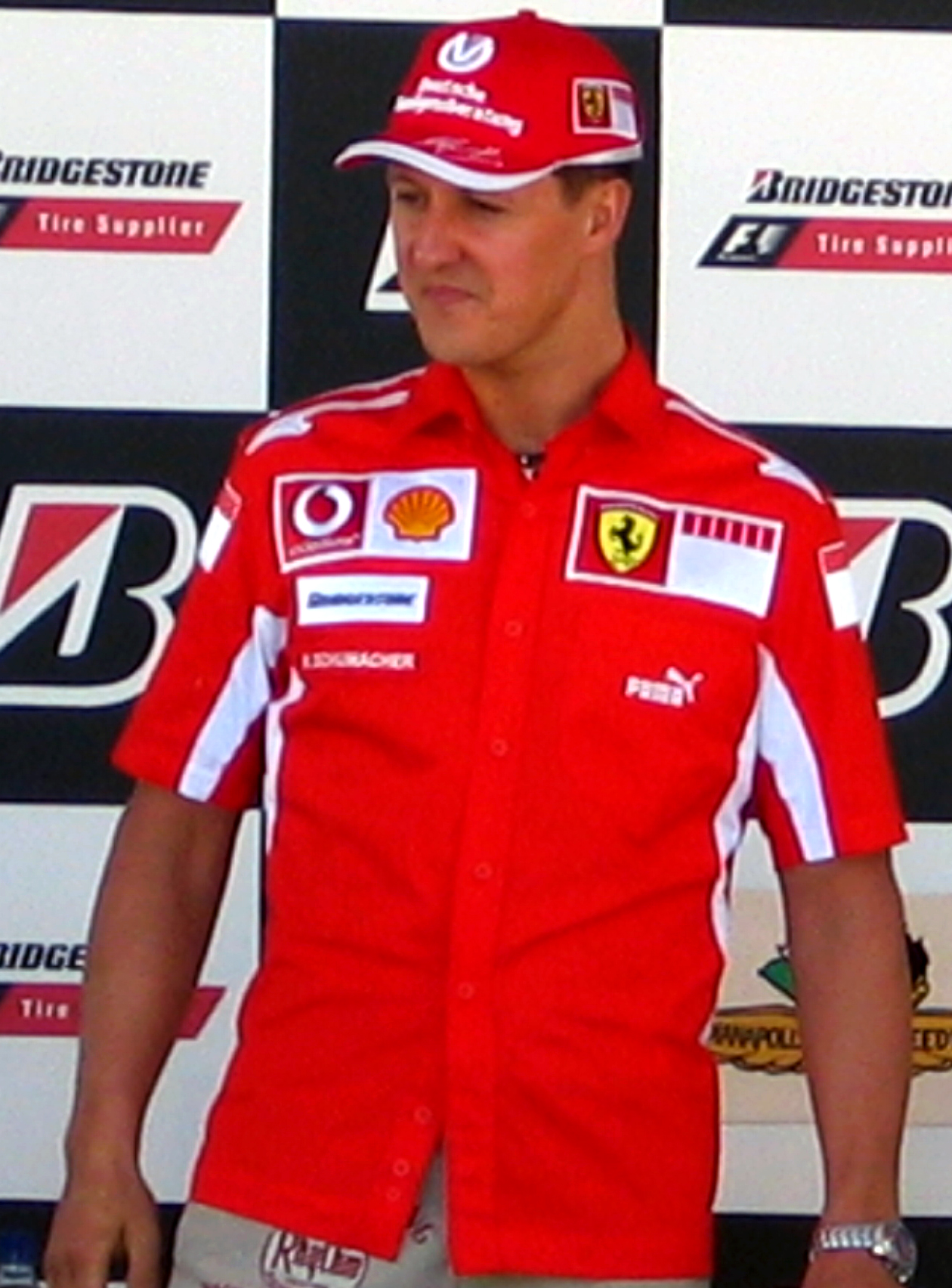
Михаэль Шумахер выиграл пять чемпионатов «Формулы-1» в 2000—2004 годы

- 15 сентября — 1 октября 2000 года — XXVII Летние Олимпийские игры в Сиднее, Австралия.
- 9—22 февраля 2002 года — XIX Зимние Олимпийские игры в Солт-Лейк-Сити, штат Юта, США.
- 13—29 августа 2004 года — XXVIII Летние Олимпийские игры в Афинах, Греция.
- 10—26 февраля 2006 года — XX Зимние Олимпийские игры в Турине, Италия.
- 8—24 августа 2008 года — XXIX Летние Олимпийские игры в Пекине, КНР.
- «Формула-1»: чемпионаты 2000—2004 годов прошли при доминировании команды «Феррари» и её гонщика Михаэля Шумахера. Во второй половине 2000-х благодаря «шинной войне» и реформам правил чемпионата гегемония «Феррари» прекратилась, но в 2006—2008 её пилоты боролись за чемпионский титул. В 2009 году за титулы боролись «Браун» (будущий «Мерседес») и «Ред Булл», две самые успешные команды 2010-х годов.

### Изобразительное искусство
- Становится популярен анонимный граффитист Бэнкси (2002 — первая выставка).